# ثعبات

ثعبات هي مدينة من المدن اليمنية التي ظهرت في الإسلام، وكانت مدينة مسورة بنيت عند سفح جبل صبر، على بعد 3500 م تقريبا جنوب شرق مدينة تعز.
زارها الرحالة الأوروبي كارستن نيبور، وشاهد بقايا بعض منشآتها المعمارية كالسور ومسجد كبير وقبة صغيرة وجدران مسجد كبير وقبة صغيرة وجدران مسجد بنيت من الأحجار الحمراء. يرجع تاريخ بناء هذه المدينة إلى القرن السابع الهجري/ الثالث عشر الميلادي. سكنها الملك الرسولي المظفر عمر سنة 1295 م السلطان وحاشيته وأرباب دولته، لم تكن المدينة مسورة محصنة منذ إنشائها، ويذكر الخزرجي بأن السلطان المجاهد مدّن ثعبات وسوّرها وبوّبها وعمّر جامعها وأجرى إليه الماء، وبنى فيها المساكن العجيبة والقصور الغريبة، واخترع فيها المخترعات الفائقة والبساتين الرائقة، وكان الفراغ من بناء سورها وتركيب أبوابها سنة 1332 م.
من أشهر القصور التي بنيت فيها دار السلام عام 1297، والخورنق والسدير وقصر المعقلي والمنتحب، وقد أسهب المؤرخون في وصف هذا القصر الذي استمرت عمارته سبع سنوات إسهابا شديدا.